# Liste der Baudenkmäler in Erndtebrück
Die Liste der Baudenkmäler in Erndtebrück enthält die denkmalgeschützten Bauwerke auf dem Gebiet der Gemeinde Erndtebrück im Kreis Siegen-Wittgenstein in Nordrhein-Westfalen (Stand: Februar 2021). Diese Baudenkmäler sind in der Denkmalliste der Gemeinde Erndtebrück eingetragen; Grundlage für die Aufnahme ist das Denkmalschutzgesetz Nordrhein-Westfalen (DSchG NRW).

| Bild                       | Bezeichnung                          | Lage                            | Beschreibung        | Bauzeit | Eingetragen seit | Denkmal- nummer |
| -------------------------- | ------------------------------------ | ------------------------------- | ------------------- | ------- | ---------------- | --------------- |
|                            | Hofanlage "Herjes Hof"               | Balde Melbacher Straße 2        |                     |         | 13.01.1983       | 1               |
|                            | Wohn-Geschäftshaus                   | Birkelbach Am Rücken 1          |                     |         | 13.01.1983       | 2               |
|                            | Wohnhaus mit Backhaus                | Benfe Dorfstraße 52             |                     |         | 13.01.1983       | 3               |
|                            | Backhaus                             | Birkefehl Dammstraße -          |                     |         | 13.01.1983       | 4               |
|                            | Bäuerliches Wohnhaus                 | Birkelbach Sommerstraße 15      |                     |         | 13.01.1983       | 5               |
|                            | Hofanlage                            | Birkelbach Im Nickelsgrund 1    |                     |         | 13.01.1983       | 6               |
|                            | Hofanlage                            | Schameder Steimelweg 3          |                     |         | 13.01.1983       | 7               |
| Gasthof "Strohmann"        | Gasthof "Strohmann"                  | Erndtebrück Bergstraße 9        |                     |         | 13.01.1983       | 8               |
| weitere Bilder             | Evangelische Kirche                  | Erndtebrück Kirchplatz 1        |                     |         | 13.01.1983       | 9 Wikidata      |
| Evangelisches Pfarrhaus    | Evangelisches Pfarrhaus              | Erndtebrück Kirchplatz 2        |                     |         | 13.01.1983       | 10              |
| Wohnhaus (ehem. Pfarrhaus) | Wohnhaus (ehem. Pfarrhaus)           | Erndtebrück Kirchplatz 3        |                     |         | 13.01.1983       | 11              |
|                            | Bäuerliches Wohnhaus                 | Zinse Große Mittel 19           |                     |         | 13.05.1983       | 12              |
|                            | Wohnhaus (ohne Stall und Scheune)    | Balde Rohrbach 5                |                     |         | 07.07.1983       | 13              |
|                            | Hofanlage                            | Schameder Hauptstraße 2         |                     |         | 09.11.1984       | 14              |
|                            | Hofanlage                            | Schameder Hauptstraße 4         |                     |         | 29.10.1984       | 15              |
|                            | Hofanlage                            | Schameder Hauptstraße 6         |                     |         |                  | 16              |
|                            | Gasthof "Luisenburg"                 | Schameder Hauptstraße 30        |                     |         | 09.11.1984       | 17              |
|                            | "Giebelwand" zur Kreisstraße weisend | Balde Melbacher Straße 7        |                     |         | 09.11.1984       | 18              |
|                            | Hofanlage                            | Birkefehl Birkefehlerstraße 2   |                     |         | 09.11.1984       | 19              |
|                            | Hofanlage                            | Birkefehl Dammstraße 3          |                     |         | 09.11.1984       | 20              |
| Bäuerliches Wohnhaus       | Bäuerliches Wohnhaus                 | Birkefehl Unterdorfstraße 7     |                     |         | 09.11.1984       | 21              |
|                            | Bäuerliches Wohnhaus                 | Birkefehl Zur Wäsche 1          |                     |         | 09.11.1984       | 22              |
| Bauernhaus                 | Bauernhaus                           | Erndtebrück Talstraße 6         |                     |         | 19.06.1984       | 23              |
|                            | Wohnhaus (ehem. Pfarrhaus)           | Birkelbach Am Rücken 5          |                     |         | 20.06.1984       | 24              |
|                            |                                      | gelöscht                        |                     |         |                  | 25              |
| weitere Bilder             | Bahnhof Erndtebrück                  | Erndtebrück Bahnhofstraße 9     |                     |         | 02.10.1986       | 26              |
| Wohnhaus                   | Wohnhaus                             | Erndtebrück Wabrichstraße 4     |                     |         | 27.08.1990       | 27              |
| weitere Bilder             | Evangelische Kirche                  | Birkelbach Im Nickelsgrund 9    |                     |         | 25.09.1991       | 28              |
|                            | Wohnhaus (ehem. Kapellenschule)      | Birkefehl Unterdorfstraße 2     |                     |         | 22.02.1994       | 29              |
|                            | Wohnhaus (nur das Äußere)            | Birkelbach Am Rücken 2          |                     |         | 28.09.1994       | 30              |
|                            | Wohnhaus (ehem. Kapellenschule)      | Zinse Große Mittel 15           |                     |         | 10.07.1996       | 31              |
| Wohnhaus                   | Wohnhaus                             | Erndtebrück Bergstraße 6        |                     |         | 06.11.1996       | 32              |
| ehem. Rathaus              | ehem. Rathaus                        | Erndtebrück Siegener Straße 6+8 |                     |         | 06.11.1996       | 33              |
| Wohngebäude                | Wohngebäude                          | Erndtebrück Bahnhofstraße 5 + 7 |                     |         | 06.11.1996       | 34              |
|                            | Bauernhaus                           | Birkelbach Auf dem Hof 6        |                     |         | 04.02.1997       | 35              |
| Wohnhaus                   | Wohnhaus                             | Erndtebrück Bergstraße 4        |                     |         | 18.03.1997       | 36              |
| Wohnhaus                   | Wohnhaus                             | Erndtebrück Siegener Straße 27  |                     |         | 18.03.1997       | 37              |
|                            | 2 Gebäude und Bruchsteinmauer        | Birkelbach Zum Böhl 1           |                     |         | 03.06.1997       | 38              |
|                            |                                      | gelöscht                        |                     |         |                  | 39              |
|                            | Villa                                | Schameder Steimelweg 11         |                     |         | 23.10.1997       | 40              |
|                            | Bauernhaus                           | Birkefehl Eisenstraße 4         |                     |         | 14.04.2000       | 41              |
|                            | Bunker Erich®                        | Dillstr. 1                      | www.Bunker-Erich.de |         | 18.4.2023        | 42              |